# Gaio Licinio Calvo Stolone
Gaio Licinio Calvo Stolone (latino: Gaius Licinius Calvus Stolo; fl. 376-361 a.C.) è stato un politico e militare romano.
Assieme a Lucio Sestio Laterano, fu uno dei due primi tribuni della plebe dell'antica Roma che aprirono ai plebei la via del consolato, prima di allora riservato ai patrizi.

## Biografia
Nel racconto di Tito Livio, Licinio fu agevolato nella sua carriera politica da Marco Fabio Ambusto, a ciò spinto dalle insistenze della secondogenita, Fabia, moglie di Licinio.
Licinio e il collega Lucio Sestio Laterano avrebbero posto il veto per 5 anni consecutivi all'elezione dei tribuni consolari (dal 375 a.C. al 371 a.C.), in risposta al veto posto dai colleghi tribuni, veto propiziato dai Patrizi, alle loro proposte, volte a migliorare la situazione dei Plebei.
(Tito Livio, Ab Urbe condita, VI, 4,35)
(Tito Livio, Ab Urbe condita, VI, 4,35)
Gli annali indicano che Gaio Licinio fu tribuno della plebe dal 376 a.C. al 367 a.C.  Durante questo periodo furono approvate le Leges Liciniae Sextiae (dal nome dei due colleghi) che riformò la figura politica dei consoli, assegnando ai plebei almeno uno dei due seggi, limitò l'estensione di terra pubblica che ogni cittadino era autorizzato a possedere e regolamentò in senso favorevole ai più poveri l'esazione dei debiti.
Gaio Licinio, nonostante la violenta opposizione del patriziato, fece anche approvare una legge che stabiliva la supervisione di decemviri sulla consultazione dei Libri Sibillini. Almeno la metà dei decemviri doveva essere di estrazione plebea per prevenire l'uso fraudolento dei Libri da parte dei patrizi.
Gaio Licinio fu eletto console nel 364 a.C. ed ebbe come collega Gaio Sulpicio Petico. Durante l'anno a Roma continuò ad imperversare la peste, che l'anno prima aveva colpito anche Marco Furio Camillo, e per scongiurarla furono istituiti i ludi scenici per la prima volta.
Fu eletto console una seconda volta nel 361 a.C., sempre con Gaio Sulpicio Petico. I due condussero i soldati romani, che espugnarono Ferentino, ma all'arrivo dei Galli, il comando militare fu affidato a Tito Quinzio Peno Capitolino Crispino, nominato dittatore.
Come vendetta per la sua riuscita attività politica a favore della plebe, fu accusato di aver infranto la sua stessa legge sul possesso della terra e condannato a pagare una forte multa.

## Critica storica
Anche se Tito Livio descrive le attività pubbliche di Gaio Licinio con dovizia di particolari, vi sono sospetti che le notizie non siano veramente accurate. Basandosi Livio anche su scritti di Licinio Macro, è probabile che l'annalista abbia abbellito le gesta del suo antenato. Inoltre molti degli eventi descritti presentano forti similitudini con quanto accadde duecento anni dopo, all'epoca dei Gracchi.